# Le Brignon
Brignon – miejscowość i gmina we Francji, w regionie Owernia-Rodan-Alpy, w departamencie Górna Loara.
Według danych na rok 1990 gminę zamieszkiwały 542 osoby, a gęstość zaludnienia wynosiła 16 osób/km² (wśród 1310 gmin Owernii Brignon plasuje się na 387. miejscu pod względem liczby ludności, natomiast pod względem powierzchni na miejscu 154.).